# Pradea iniqua
Pradea iniqua är en tvåvingeart som beskrevs av Borgmeier 1927. Pradea iniqua ingår i släktet Pradea och familjen puckelflugor. Inga underarter finns listade i Catalogue of Life.